# 鳥海満
鳥海 満（とりうみ みつる、1941年〈昭和16年〉 - ）は日本の撮影技師、テレビプロデューサー。東京都出身。

## 経歴
『ゴジラ』や『キング・コング』、『十戒』などの特撮映画に感銘を受けて、特撮映画業界を志す。
1959年に臨時で『日本誕生』の合成に参加した後、1960年に東宝へ入社。特殊技術課の室内合成の光学撮影助手として配属される。父親は松竹蒲田撮影所に勤めていたため、家族は松竹入りを希望していたが、特撮がやりたい鳥海は勘当同然で東宝に入ったという。
1969年、『緯度0大作戦』より現場の撮影助手に転身。1970年、『ゴジラ対ヘドラ』で制作進行に転身。本社のテレビ部に移りプロデューサーとして活躍。
東宝在籍中は、制作が特撮全体を見ることができたのが良かったが、自身の原点は光学合成であったと述懐している。

## 代表作

### 映画
| 公開年月日 | 公開年月日 | 作品名                                    | 制作（配給）                                 | 役職             |
| ---------- | ---------- | ----------------------------------------- | -------------------------------------------- | ---------------- |
| 1959年     | 11月1日    | 日本誕生                                  | 東宝                                         | 光学撮影（臨時） |
| 1960年     | 12月11日   | ガス人間第一号                            | 東宝                                         | 光学撮影         |
| 1961年     | 1月3日     | 大坂城物語                                | 東宝                                         | 光学撮影         |
| 1961年     | 7月30日    | モスラ                                    | 東宝                                         | 光学撮影         |
| 1961年     | 8月13日    | 紅の海                                    | 東宝                                         | 光学撮影         |
| 1961年     | 9月17日    | ゲンと不動明王                            | 東宝                                         | 光学撮影         |
| 1961年     | 10月8日    | 世界大戦争                                | 東宝                                         | 光学撮影         |
| 1962年     | 3月21日    | 妖星ゴラス                                | 東宝                                         | 光学撮影         |
| 1962年     | 3月21日    | 紅の空                                    | 東宝                                         | 光学撮影         |
| 1962年     | 8月11日    | キングコング対ゴジラ                      | 東宝                                         | 光学撮影         |
| 1963年     | 1月3日     | 太平洋の翼                                | 東宝                                         | 光学撮影         |
| 1963年     | 5月29日    | 青島要塞爆撃命令                          | 東宝                                         | 光学撮影         |
| 1963年     | 8月11日    | マタンゴ                                  | 東宝                                         | 光学撮影         |
| 1963年     | 10月26日   | 大盗賊                                    | 東宝                                         | 光学撮影         |
| 1963年     | 12月22日   | 海底軍艦                                  | 東宝                                         | 光学撮影         |
| 1964年     | 1月13日    | 士魂魔道 大龍巻                           | 宝塚映画 （東宝）                            | 光学撮影         |
| 1964年     | 4月29日    | モスラ対ゴジラ                            | 東宝                                         | 光学撮影         |
| 1964年     | 8月11日    | 宇宙大怪獣ドゴラ                          | 東宝                                         | 光学撮影         |
| 1964年     | 12月20日   | 三大怪獣 地球最大の決戦                   | 東宝                                         | 光学撮影         |
| 1965年     | 6月19日    | 太平洋奇跡の作戦 キスカ                   | 東宝                                         | 光学撮影         |
| 1965年     | 8月8日     | フランケンシュタイン対地底怪獣            | 東宝 ベネディクト･プロダクション （東宝）    | 撮影助手（特撮） |
| 1965年     | 10月31日   | 大冒険                                    | 東宝 渡辺プロダクション （東宝）             | 光学撮影         |
| 1965年     | 12月19日   | 怪獣大戦争                                | 東宝                                         | 光学撮影         |
| 1966年     | 7月13日    | ゼロ・ファイター 大空戦                   | 東宝                                         | 光学撮影         |
| 1966年     | 7月31日    | フランケンシュタインの怪獣 サンダ対ガイラ | 東宝 ベネディクト･プロダクション （東宝）    | 撮影助手（特撮） |
| 1966年     | 12月17日   | ゴジラ・エビラ・モスラ 南海の大決闘       | 東宝                                         | 光学撮影         |
| 1967年     | 7月22日    | キングコングの逆襲                        | 東宝 ランキン・バス・プロダクション （東宝） | 光学撮影         |
| 1967年     | 12月16日   | 怪獣島の決戦 ゴジラの息子                 | 東宝                                         | 光学撮影         |
| 1968年     | 8月1日     | 怪獣総進撃                                | 東宝                                         | 光学撮影         |
| 1968年     | 8月14日    | 連合艦隊司令長官 山本五十六               | 東宝                                         | 光学撮影         |
| 1969年     | 7月26日    | 緯度0大作戦                               | 東宝 ドン・シャーププロ （東宝）             | 撮影助手         |
| 1969年     | 8月13日    | 日本海大海戦                              | 東宝                                         | 撮影助手         |
| 1969年     | 12月20日   | ゴジラ・ミニラ・ガバラ オール怪獣大進撃   | 東宝                                         | 撮影助手         |
| 1971年     | 7月24日    | ゴジラ対ヘドラ                            | 東宝                                         | 製作係           |

### テレビ
| 期間           | 期間          | 番組名                 | 制作（放送局）                                  | 役職               |
| -------------- | ------------- | ---------------------- | ----------------------------------------------- | ------------------ |
| 1977年10月7日  | 1978年3月31日 | 祭ばやしが聞こえる     | 日本テレビ ニーディー・グリーディー 東宝企画    | プロデューサー補佐 |
| 1980年5月26日  | 1981年3月23日 | ただいま放課後         | フジテレビ 東宝                                 | 協力プロデューサー |
| 1982年3月21日  | 1982年9月19日 | 陽あたり良好           | 日本テレビ 東宝                                 | 協力プロデューサー |
| !1988年10月2日 | 1989年7月5日  | 電脳警察サイバーコップ | 日本テレビ 東宝企画 スタジオジャンプ 読売広告社 | プロデューサー     |

### 博覧会
| 期間          | 期間          | 博覧会名       | 主催                       | 担当パビリオン | 製作会社、スポンサー  | 役職     |
| ------------- | ------------- | -------------- | -------------------------- | -------------- | --------------------- | -------- |
| 1970年3月14日 | 1970年9月13日 | 日本万国博覧会 | 財団法人日本万国博覧会協会 | 三菱未来館     | 東宝 （三菱グループ） | 撮影助手 |